# Otočna država
Otočna država je država koja se u potpunosti sastoji od jednog, više otoka ili samo dijela jednog otoka i ne pripada ni jednom dijelu kopna nekog kontinenta. Time se razlikuje od kontinentalnih i obalnih država. 
Ona ima suverenitet na području arhipelaških voda koje je okružuje. Arhipelaške vode[Koji je prikladniji izraz?] dio su mora koji je omeđen arhipelaškim polaznim crtama koji spajaju vanjske točke najudaljenijih otoka, s time da pravac, u pravilu, ne smije biti dulji od 100 morskih milja.

## Popis po površini
- Indonezija
- Madagaskar
- Papua Nova Gvineja
- Japan
- Filipini
- Novi Zeland
- Ujedinjeno Kraljevstvo
- Kuba
- Island
- Irska
- Šri Lanka
- Dominikanska Republika
- Tajvan (Republika Kina)
- Haiti
- Solomonski Otoci
- Fidži
- Istočni Timor
- Bahami
- Vanuatu
- Jamajka
- Cipar
- Brunej
- Trinidad i Tobago
- Zelenortska Republika
- Samoa
- Mauricijus
- Komori
- Sveti Toma i Princip
- Kiribati
- Tonga
- Dominika
- Bahrein
- Mikronezija
- Singapur
- Sveta Lucija
- Palau
- Sejšeli
- Antigva i Barbuda
- Barbados
- Sveti Vincent i Grenadini
- Grenada
- Malta
- Maldivi
- Sveti Kristofor i Nevis
- Maršalovi Otoci
- Tuvalu
- Nauru

## Poveznice
- Arhipelaške vode